# Jasmine Suraya Chin
Jasmine Suraya Chin Xian Mei (Kuching, 10 novembre 1989) è un'attrice malese.

## Filmografia

### Cinema
- River of Exploding Durians (2014)
- Tuli Sekampung (2015)
- Return to Nostalgia (2015)
- Rembat (2015)
- Dave (2017)
- KL Wangan (2017)
- PASKAL (2018)

### Televisione
- Kerana Terpaksa Aku Relakan (2014)
- Maaf Jika Aku Tak Sempurna (2014)
- A&E (2014)
- Tesis Terakhir (2014)
- Cinta Di Gerai (2014)
- Padamu Aku Bersujud (2015)
- Keluarga Pontimau (2015 - 2016)
- Komplot (2017)
- Hero Seorang Cinderella (2017)
- Pengantin 100 Hari (2018)
- KL Gangster: Underworld (2018)
- Alamatnya Cinta (2018)
- Cinta Elevator (2018)